# Nima Mokhtari
Nima Mokhtari là một tiền đạo bóng đá người Iran hiện tại thi đấu cho câu lạc bộ Iran Gostaresh Foolad ở Persian Gulf Pro League.